# 인간의 권리

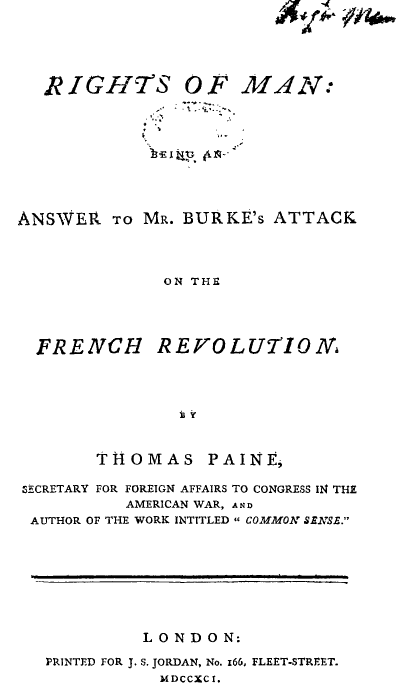

《인간의 권리》는 토머스 페인이 쓴 31개의 글을 모은 책으로, 이 책에서 페인은 정부가 국민들의 자연적인 권리를 보호하지 않을 때 대중 정치 혁명이 허용될 수 있다고 논하고 있다. 페인은 이러한 논점을 기초로 하여 에드먼드 버크가 《프랑스 혁명에 관한 고찰》에서 프랑스 혁명을 공격한 것을 방어하고 있다.
이 책은 2부로 나누어 출판되었으며, 제1부는 1791년 3월에, 제2부는 1792년 2월에 출판되었다.

## 배경
페인은 1789년 시작된 프랑스 혁명의 강한 지지자였다. 페인은 1790년 프랑스를 방문했는데, 당시 보수적 성향의 지식인이었던 에드먼드 버크는 《프랑스 혁명에 대한 고찰》이라는 제목의 책을 통해 프랑스 혁명을 공격했다. 이 책은 지주 계급 사람들의 흥미를 끌어 3만 부 이상 판매되었다 《인간의 권리》는 조셉 존슨이라는 출판업자에 의해 1791년 2월 21일에 출판되었으나, 곧 고발에 대한 위협으로 인해 출판이 중지되었다. 이후에 J. S. 조던의 도움으로 인해 3월 16일 다시 출판될 수 있었다. 이 책은 수백만 부가 팔렸고, 특별히 "개혁가, 개신교 반대자, 민주주의자, 런던 장인, 새로운 북부 산업지대의 숙련공들에게 열렬히 읽혔다."

## 주장
페인은 군주와 그의 국민들의 관심은 하나이며, 프랑스 혁명은 프랑스의 왕이 아닌, 군주제의 폭압에 대한 공격으로 이해되어야 한다고 주장한다. 그는 전복된 바스티유를 폭정의 상징으로 삼는다.
인간의 권리는 자연에서 기인하며, 따라서 권리는 어떠한 정치 헌장에 의해서 부여될 수 없다. 왜냐하면 정치 헌장에 의해 부여된 권리는 합법적으로 취소될 수 있고, 따라서 특권이 될 수 있기 때문이다.
헌장이 권리를 부여한다는 것은 언어도단이다. 오히려 그 반대이다. 헌장은 권리를 빼앗는다. 권리는 모든 사람들이 타고 나는 것이다. 그러나 헌장은 다수에게서 그러한 권리를 빼앗고 그들을 배제시킴으로써 소수만이 권리를 가지도록 한다. ... 헌장은 ... 따라서 불의의 도구이다. ... 진실은 각자의 고유한 인격과 주권을 가진 개인이 스스로 다른 사람들과 계약을 맺어 정부를 만들었다는 것이다. 그리고 이것이 정부가 만들어질 수 있는 유일한 방법이며, 정부의 유일한 존재 원리이다.
정부의 유일한 목적은 개인들과 그들이 타고 난 양도 불가능한 권리를 수호하는 것이다. 국가에게 유익을 주지 못하는 사회 제도, 특별히 군주제와 귀족제는 불법이다. 이 책의 논지는 계몽 시대에서 유래한다. 특별히 존 로크의 《통치에 관한 두 가지 논고》가 영향을 주었다.
페인은 필라델피아 보수주의자인 제임스 윌슨이 연방 헌법에 대해 쓴 팸플릿에 대해 토머스 제퍼슨과 (라파예트도 함께 했을 수 있다) 이야기를 나눈 후에, 프랑스에서 하룻밤만에 이러한 관점을 생각해 낸 것으로 보인다.

### 영국 정부의 개혁
《인간의 권리》는 영국 정부의 개혁에 대한 실질적인 제안들을 제시함으로써 결론을 맺는다. 이러한 개혁안에는 미국 헌법을 틀로 하여 국회가 성문 헌법을 작성할 것, 귀족 칭호를 없앨 것 (민주주의는 가문의 폭정으로 이어지는 장자 상속제와 병립할 수 없기 때문에), 군대·전쟁 비용 분담금 없이 국가 예산을 수립할 것, 빈민에게 낮은 세율을 부과하고 교육 보조금을 지급할 것, 부유한 토지에 대해 누진소득세를 적용하여 귀족 세습이 발생하는 것을 막을 것 등이 있었다.

## 귀족제
『인간의 권리』는 주로 세습 통치, 즉 인간의 부패 때문에 독재정이 필요하다는 생각에 반대한다. 『프랑스 혁명에 대한 고찰』에서 에드먼드 버크는 참된 사회적 안정은 부유한 소수의 귀족들이 국가의 가난한 다수를 통치할 때 얻어지며, 권력(부, 종교, 통치)의 합법적인 세습은 그러한 권력을 엘리트 사회 계급, 즉 귀족들의 배타적인 영역으로 만들어 정치 권력이 용인될 수 있도록 한다고 말한다.
『인간의 권리』는 귀족제에 내재된 '세습되는 지혜'에 대한 이러한 버크의 주장을 비판한다. 페인은 버크가 정부를 "인간의 지혜의 집합체"로 정의한 것을 반박하며, 오히려 정부는 인간의 집합체라고 주장한다. 또한 그는 통치하는 지혜를 물려주는 것은 불가능하므로, 지위나 통치권의 세습에 의해서 정부를 구성할 수는 없다고 주장한다.

## 세습
에드먼드 버크의 반(反)혁명적인 저술 『프랑스 혁명에 대한 고찰』은 오렌지의 윌리엄과 메리, 그리고 그들의 후손이 잉글랜드의 참된 통치자라고 선언한 사건이었던 1688년 국회 해산을 가지고 귀족정의 합법성에 대해 설명한다. 페인은 이러한 관점을 두 가지 측면에서 반박한다. 첫째로, 그는 "모든 시대와 세대는 모든 경우에 다른 모든 세대만큼 자유롭게 행동할 수 있어야 한다"고 주장한다. 둘째로, 페인은 군주정의 시작은 역사적으로 1688년이 아닌, 1066년, 노르망디의 윌리엄이 잉글랜드인들에게 그의 노르만 규칙을 강제로 적용했을 때로 거슬러 올라가야 한다고 반박한다.
토머스 페인의 지적인 영향력은 18세기의 큰 두 정치 혁명에서 드러난다. 그는 『인간의 권리』를 조지 워싱턴과 마르키 드 라파예트에게 헌정했는데, 이는 현대적 민주 통치에 대한 그의 원칙을 정립해 나가는 데에 미국의 독립 혁명과 프랑스 혁명이 중요했다는 것을 인정했기 때문이다.
따라서, 프랑스 인권 선언은 다음과 같이 요약될 수 있다. (1) 인간은 자유로우며 모든 권리에 대해 평등하게 태어나고, 항상 그러하다. 따라서 사회적 차별은 오직 공익을 위할 때만 가능하다. (2) 모든 정치 결사의 목표는 인간의 자연적이고 절대적인 권리의 보전이다. 이러한 권리에는 자유권, 재산권, 안전할 권리, 그리고 압제에 저항할 권리가 있다. (3) 모든 주권은 본질적으로 국민에게 있다. 어떠한 단체나 개인도 국민으로부터 명시적으로 유래하지 않은 권리를 행사할 수 없다.
이러한 내용은 미국의 독립 선언문의 자명한 진리 개념과 유사하다.

## 같이 보기
- 프랑스 인권 선언 – 1789년에 채택된 프랑스 혁명의 기본 문서